# Bicyclus trilophus
Bicyclus trilophus är en fjärilsart som beskrevs av Hans Rebel 1914. Bicyclus trilophus ingår i släktet Bicyclus och familjen praktfjärilar. Inga underarter finns listade i Catalogue of Life.